# 卡普芬貝格
卡芬堡（德語：Kapfenberg）是奧地利的城市，位於該國東部，距離首都維也納約117公里，由施蒂利亞州負責管轄，面積61.2平方公里，海拔高度502米，2012年人口21,710。

## 外部連結
- （德文） Official website（页面存档备份，存于）